# INS Beas (1958)
INS Beas (англ. Beas) (F137, позже F37) — фрегат проекта 41 (англ. Leopard) ВМС Индии, построенный в Великобритании в 1958 году. Входил в состав флота с 1960 по 1992 год, участвовал в операциях против Португальской Индии (1961), индо-пакистанских войнах (1965, 1971) и блокаде Восточного Пакистана. Назван в честь реки Биас — второй по важности реки в Пенджабе, приток Сатледжа; одна из пяти рек, по которым Пенджаб («Пятиречье») получил своё название.

## История строительства
В 1954 году Индия заказала в Великобритании шесть фрегатов, включая три единицы типа 41 (Leopard).
«Биас» был заложен 29 ноября 1956 года на верфи Vickers-Armstrongs в Ньюкасле, спущен на воду 9 октября 1958 года и введён в строй 24 мая 1960 года.

## Конструкция
Фрегаты проекта 41 представляли собой крупные корабли, разработанные по типичным для Великобритании 1950-х годов принципам — с характерной формой корпуса и компоновкой надстроек. Полубак занимал большую часть длины судна, опускаясь к корме, а носовая часть палубы была дополнительно приподнята для улучшения ходовых качеств в штормовых условиях. На носу и корме размещались по одной башенной установке универсальной артиллерии, между ними — несколько низких надстроек. Борта носовой надстройки плавно переходили в борта корпуса. Особенностью конструкции стал отсутствие традиционных труб: выхлопы двигателей выводились через две решётчатые мачты, в которых одновременно размещалось радиоэлектронное оборудование..

## Основные характеристики
Водоизмещение кораблей составляло 2251 тонну в стандартной конфигурации и 2515 тонн при полной загрузке. Длина достигала 103,6 метра, ширина — 12,2 метра, осадка варьировалась от 3,6 до 4,9 метра. Экипаж состоял из 210 человек.
Основное вооружение — четыре 114-мм универсальных орудия Мк 6, установленных в двух двухорудийных башнях. Управление огнём обеспечивала система Мк 6М, использующая данные с радиолокатора и резервного оптического дальномера CRBF на корме. Вместо предусмотренного проектом спаренного 40-мм зенитного орудия на британских фрегатах стояло одиночное зенитное орудие Bofors. Скорее всего, индийские корабли имели аналогичное зенитное вооружение. Противолодочная оборона осуществлялась с помощью трёхтрубного метателя глубинных бомб «Сквид».
Радиолокационное оборудование британских кораблей включало радиолокатор дальнего воздушного наблюдения 960 на носовой мачте, станции 275 и 262 для управления артиллерийским огнём, 992Q и 993 — для обнаружения надводных целей и низколетящих объектов, а также навигационные РЛС 974 и 978. Индийские фрегаты, вероятно, имели радиолокаторы 960 (воздушного наблюдения), 275 (артиллерийский) и устаревший 293Q для надводного контроля — возможно, вместо более современных 992Q и 993. Для обнаружения подводных лодок применялись гидролокаторы типов 170, 174 и 162.
Силовая установка состояла из восьми дизельных двигателей ASR1 общей мощностью 14 400 лошадиных сил, вращавших два винта. Максимальная скорость достигала 25 узлов, а дальность плавания — 7500 морских миль при скорости 16 узлов. Однако двигатели оказались недостаточно надёжными при эксплуатации в условиях Индии, вызывая определённые технические трудности.

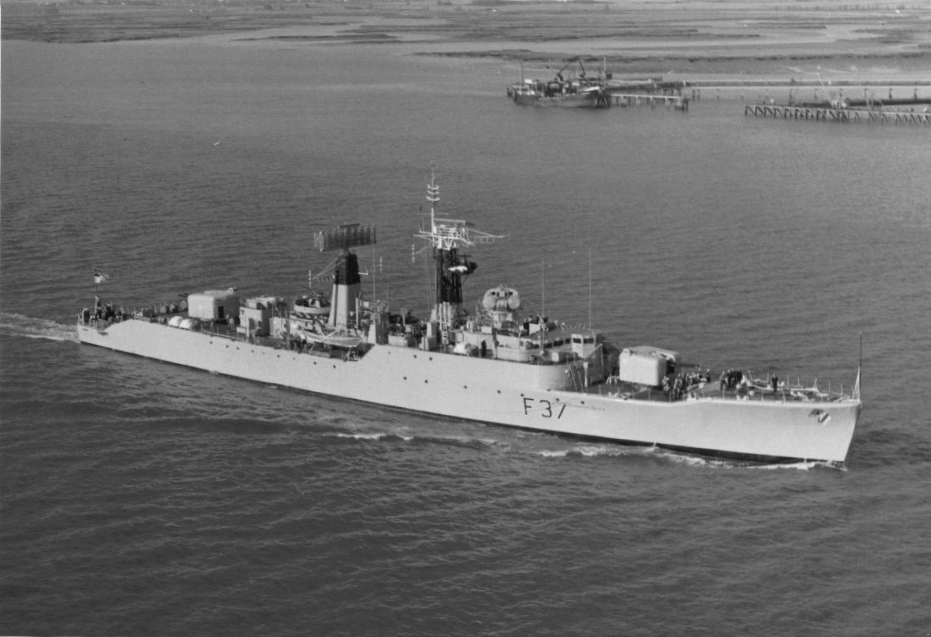
HMS Jaguar — систершип INS Beas

## Служба
После ввода в строй три индийских фрегата проекта 41 вошли в состав 16-й Эскадры фрегатов. Фрегат INS «Beas» первоначально имел бортовой номер F137.
Он участвовал в военной операции по присоединению португальских территорий в Индии. 18 декабря 1961 года в заливе Мормугано, в составе группы из двух фрегатов и одного корвета («Betwa» и «Cauvery»), INS «Beas» в ходе артиллерийского боя потопил португальский шлюп (колониальные авизо 1-го класса) «Афонсу ди Албукерки».
Во время начала войны с Пакистаном в сентябре 1965 года INS «Beas» находился в Калькутте вместе со своим однотипным фрегатом «Brahmaputra». С 1 по 9 сентября оба корабля перешли из Калькутты в Бомбей. По пути INS «Beas» обнаружил на большом удалении погружённую пакистанскую подводную лодку «Ghazi», но не сумел сохранить контакт. С 10 по 14 сентября он участвовал в операции Gallant — вместе с основными силами ВМС Индии, включая крейсер «Mysore» и другие фрегаты, патрулировал район полуострова Катхиавар, однако столкновений с противником не произошло. С 18 по 22 сентября корабль вновь участвовал в патрулировании в том же районе из-за ложных сведений о попытке высадки пакистанского десанта под Порбандаром. Боевые действия завершились 23 сентября заключением перемирия.

#### Третья Индо-Пакистанская война

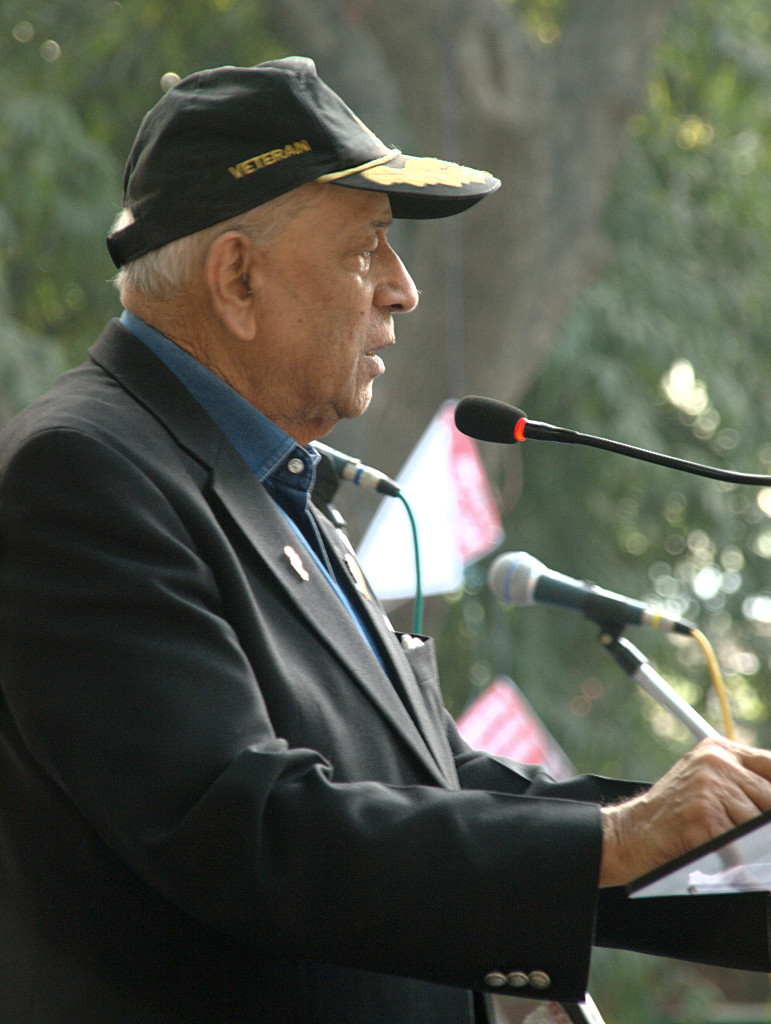
Адмирал Лакшминараян Рамдас, PVSM, AVSM, VrC, VSM, бывший командир фрегата INS Beas, на пенсии

В 1971 году в командование фрегатом «Биас» вступил коммандер Лакшминараян Рамдас (будущий адмирал и Начальник штаба ВМС Индии — командующий флотом Индии, PVSM, AVSM, VrC, VSM). Несмотря на всю предыдущую службу фрегат относился к числу новых и боеспособных кораблей Восточного флота ВМС Индии.
Непосредственно перед началом открытой фазы конфликта фрегаты «Биас» и «Брахмапутра» вошли в ордер охранения индийского авианосца «Викрант» и до конца войны «Биас» формально входил в авианесущую группу. Группа постоянно находилась в движении в Бенгальском заливе между Вишакхапатнамом, Парадипом, Андаманскими островами и Мадрасом, заходя в порты только для пополнения запасов.
В день начала войны (3 декабря 1971 года) фрегат «Биас» курсировал в районе Андаманских островов. Фрегат сыграл важнейшую роль в блокаде Восточного Пакистана, перехвате канонерских лодок, поиске и захвате пакистанских судов, маскирующихся под торговые суда третьих стран. 11 декабря фрегат перехватил пакистанское торговое судно Anwar Baksh, замаскированное под нейтрала. На судне оказались пакистанские военнослужащие, которые были переданы в Калькутту. В один из дней артиллерийский офицер «Биаса» Джон Д’Сильва заметил на поверхности объект, который он идентифицировал, как перископ подводной лодки. «Биас» и противолодочный корвет Kamorta начали противолодочную атаку пока авианосец «Викрант» не оказался в безопасности.
Фрегат участвовал в успешной бомбардировке аэропорта Кокс-Базар и обеспечивал инженерную разведку в рамках подготовки десантной операции, которая была произведена в ночь с 15 на 16 декабря. Но сам фрегат в это время выполнял самое опасное задание за всю войну. Авианосец «Энтерпрайз» и часть кораблей Седьмого флота ВМС США начали движение в сторону индо-пакистанских боевых действий. Командование ВМС Индии предположило, что американские корабли могут вмешаться в конфликт с целью помочь эвакуации пакистанских военных формирований. Командер Рамдас получил приказ выйти на встречу американской авианосной группе и любыми средствами задержать движение кораблей. Позже, находясь на пенсии, адмирал Лакшминараян Рамдас с иронией вспоминал события тех дней:
Могучему фрегату «Биас», самому молодому из флота, было приказано замедлить американский флот.
Команду фрегата составляли 22 офицера и более 220 нижних чинов. Экипаж отнёсся к приказу с долей иронии: «Сэр, мы уже сталкивались с их „Паттонами“ и „Сейбрами“ в 1965 году. Теперь увидим и этот „Энтерпрайз“». Корабль шёл на встречу возможному противнику в полном радиомолчании. На подходе к американской авианосной группе Рамдас получил радиограмму о прекращении войны и приказ возвращаться в Индию. Позже, в интервью 2021 года, адмирал Рамдас с улыбкой описывал эти события: «Это был почти самоубийственный забег».
На обратном пути фрегат «Биас» преодолел минное поле, выставленное пакистанской подводной лодкой в районе Читтагонга.
Обнаружение, преследование и атака вражеской подводной лодки и предположительное её уничтожение стали формальным поводом награждения коммандера Рамдаса орденом Вир Чакра:
…На протяжении всей операции ему приходилось действовать в территориальных водах противника, где его корабль постоянно подвергался опасности из-за вражеских мин и подводных лодок. Несмотря на это, он проводил постоянные разведывательные рейды в защищённые вражеские гавани Бангладеш и наносил противнику значительный урон. Во время одного из боевых выходов вблизи его корабля была замечена вражеская подводная лодка. Он неоднократно атаковал её, и, предположительно, уничтожил.Наградной лист

### Дальнейшая служба
В конце 1972 года INS «Beas» получил повреждения в результате столкновения с индийским крейсером INS «Mysore».
В период с конца 1970-х до начала 1980-х годов фрегат, вместе с однотипными кораблями, был переоборудован в учебный. Кормовую артиллерийскую башню демонтировали, а на её месте построили дополнительные помещения для подготовки экипажей. В этот период он получил новый бортовой номер — F37. Официально выведен из состава флота в 1992 году.

## Фрегат «Биас», спущен на воду в 2000

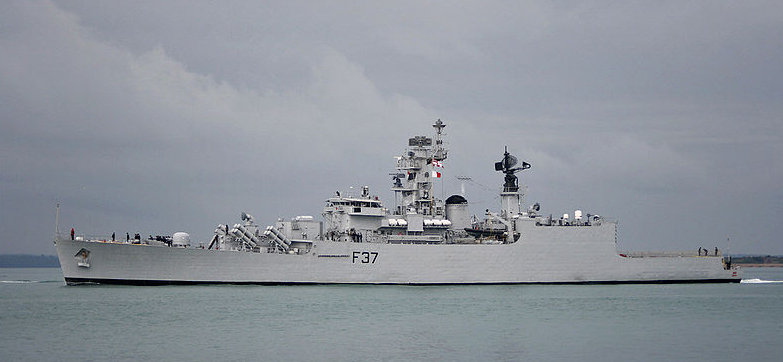
Фрегат «Биас», спущенный на воду в 2000 году

В 2000 на воду был спущен фрегат INS Beas (2000) (тип «Брахмапутра»), который, в отличие от предшественника, был полностью спроектирован и построен в Индии. Новый «Биас» получил тактический номер своего предшественника F37.